# Amata phoenicia
Amata phoenicia là một loài bướm đêm thuộc phân họ Arctiinae, họ Erebidae.